# Zębina

Budowa zęba

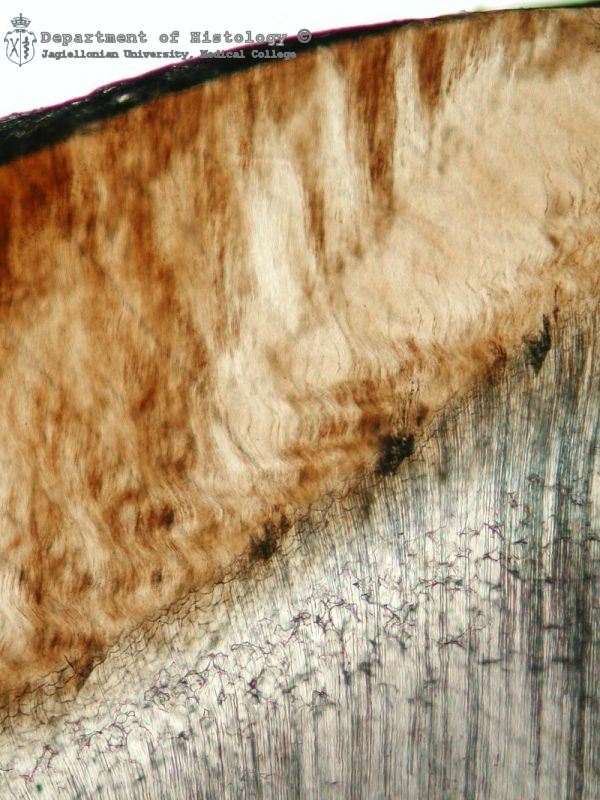
Szkliwo (góra) i zębina (dół), zdjęcie mikroskopowe

Zębina, dentyna (łac. dentinum) – tkanka leżąca pod szkliwem w obrębie korony zęba i pod cementem w obrębie szyjki i korzenia zęba. Zbudowana jest w ok. 70% z części nieorganicznej w postaci kryształów dwuhydroksyapatytu, w ok. 20% z materii organicznej, na którą składają się kolagen (typu I), mukopolisacharydy, glikozaminoglikany, proteoglikany i fosfoproteiny oraz małe ilości cytrynianu, siarczanu chondroityny, nierozpuszczalnych białek i lipidów; pozostałe 10% stanowi woda. Zębina jest wytworem odontoblastów, które należą do miazgi zęba i tworzą na jej obwodzie zbitą jednokomórkową warstwę.

## Rodzaje zębiny
Uwaga: Podział zębiny wykazuje znaczne różnice ze względu na fizjologię i strukturę zębiny. Niektóre z poniżej wymienionych należą zarówno do grupy drugorzędowej jak i trzeciorzędowej (zębina reakcyjna)
- zębina pierwszorzędowa (pierwotna) – powstaje podczas tworzenia zęba. Występuje w dojrzałym zębie oraz jest słabo zmineralizowana
- zębina drugorzędowa (wtórna) – zębina odkładana po całkowitym ukształtowaniu zęba.
  - drugorzędowa fizjologiczna – powstająca bez bodźca patologicznego, w wyniku naturalnej funkcji odontoblastów. Jest ona oddzielona od zębiny pierwotnej liną demarkacyjną (ciemnozabarwioną linią). Odkłada się nierównomiernie na wszystkich ścianach jamy zęba. W odróżnieniu od zębiny pierwotnej odznacza się mniejszą liczbą kanalików odontoblastów, których przebieg jest kręty. Odpowiada m.in. za zmniejszenie rozmiaru jamy zęba wraz z wiekiem.
  - zębina trzeciorzędowa reakcyjna (wtórna patologiczna) – powstaje jako reakcja obronna na patologiczne bodźce zewnętrzne (bakterie, czynniki mechaniczne i chemiczne) - jest mniej regularna niż wtórna fizjologiczna. Może powstawać w wyniku zaplanowanego leczenia stomatologicznego w zabiegu pokrycia pośredniego.
- zębina trzeciorzędowa reparacyjna (sklerotyczna, mostek zębinowy) – w przeciwieństwie do wyżej wymienionych jest wytwarzana przez zróżnicowane komórki odontoblastopodobne. Występuje w przypadku odsłonięcia miazgi zęba (podczas urazu, odsłonięcia przypadkowego klinicznego – łac. denundatio pulpae accidentalis, zranienia miazgi) i w wyniku działania preparatów leczniczych o właściwościach alkalicznych (MTA, Biodentine). Proces jej tworzenie jest poprzedzony tymczasową martwicą miazgi, której liza i przebudowa jest punktem wyjściowym dla wytworzenia mostku zębinowego. Jest ona zmineralizowaną amorficzną tkanką mającą za cel ochronę miazgi. Jest ona sperforowana przez wtręty komórkowe i tunele, przez co nie zapewnia szczelności jamie zęba. [2]

## Funkcje zębiny
- ochrania miazgę zęba przed wpływem szkodliwych czynników
- jest bardzo wrażliwa na bodźce; na zmianę temperatury reaguje bólem
- z czasem reakcja na bodźce zmniejsza się, bo kanaliki ulegają zobliterowaniu (zamknięciu)
- bierze udział w metabolizmie szkliwa i cementu

## Parametry fizykomechaniczne
Odporność zębiny na zgniatanie wynosi 200–400 MPa, twardość wg Knoopa – 68 kg/mm2 a w skali Mohsa – ok. 2. Wytrzymałość na rozciąganie jest równa 98 MPa, moduł elastyczności – 15–20 GPa, granica plastyczności – 165 MPa. Przewodność cieplna zębiny wynosi 0,8859 W/m×K.